# あかほり外道アワーらぶげ
『あかほり外道アワーらぶげ』（あかほりげどうアワーらぶげ）は、2005年7月 - 9月に『アニメ魂』枠で放送されたアニメ作品群である。
30分の枠内で『絶対正義ラブフェロモン』（ぜったいせいぎラブフェロモン）と『それゆけ!外道乙女隊』（それゆけ!げどうおとめたい）の2作品を放送していた。「らぶげ」の名称はこの2作品のタイトルから由来となっている。
2007年5月7日よりバンダイチャンネルにて配信開始。Yahoo!動画を初めとする各種サイトで第1話が無料配信されている（第2話より有料配信）。

## 特徴
題名にもある通り、あかほりさとるが作品の企画に深く関わっている。『絶対正義ラブフェロモン』は、出演する声優が出ているインターネットラジオ・『愛とかほるのラブフェロモン!』と『らぶフェロ』が、『それゆけ!外道乙女隊』は、あかほりと共にイベントに出演した声優によるユニット・外道乙女隊が、それぞれのアニメの原点になっている。
元々は「科学と魔法の対決」をテーマに打ち出しており、役割もラブフェロモンが魔法、外道乙女隊が科学を使うストーリーだったが、企画の進行に伴い逆転した。このことが外道第1話の音子のセリフに反映されているという。
キャラクターの名前は声優の名前が基になっている。（ささじまかほる→さしまかおるこ など）が、関智一などは同姓同名の関智一役で出演している。この作品でのCMクレジットのイラストは出演声優の音宮つばさによるものである。枠内の2作品の放送順序は一定でなく、冒頭のオープニングテーマによってどちらが先に放送されるかわかるようになっている（似たような趣向の番組としては、『プリンセスアワー』が存在した）。また、2作品の尺もまちまちで、時には極端に偏っていることもあった。そもそも両作品は同じ世界観上にあり（時折『絶対正義ラブフェロモン』の方に音子がでてきたり、逆に『それゆけ! 外道乙女隊』の方に薫子がでてきたりする）、最後の2回分は「東映スーパー戦隊VSシリーズ」などを彷彿とさせる両作品が合体した構成で放送された。
また、数多くのアニラジで放送作家として活躍している伊福部崇が脚本陣に参加していた事もあって、作中はパロディが満載であった。ラブフェロモン単独の関連については当該項目を参照。
- 『智一・美樹のラジオビッグバン』（劇中では関智一が別役なので「俊彦（同姓つながりで）・美樹のラジオビッグバン」に名称は変更されている）が劇中で流れる。
- いかレスラーが登場する。
- 『激☆店』の出演者3人が声そのままに登場。さらにバックには店長の姿もある。
- 『週刊少年マガジン』連載の漫画『もう、しませんから。』の作者・西本英雄と放送当時の担当編集者である後藤治康&宮本敦史記者が登場（原作者のあかほりとカラオケ勝負で勝ったと言う理由）。
- 怪しげな鎧を付けたデデコなるキャラクター（モチーフは「デ・ジ・キャラット」で、声も真田アサミ本人）が登場する（本人曰く「著作権があるにょ」）。ラストで鎧が破壊されて素顔が明らかになるが「目隠し」がつけられた。
- ポアロが登場し、公園でライブを行っていた（この回の脚本には伊福部は参加していない）。
- ラジオ局で音子と妹香が「中の人」の件で睨み合いになる。もちろん、当人同士の中の人がそれぞれの贔屓。

## 絶対正義ラブフェロモン
キャラクターとしても参加している関智一が特撮好きなこともあって、ほとんど本作に於けるスーパーバイザー的な存在となっている（愛美と薫子の「萌着」「萌射」のコールの演技指導など）。

### あらすじ（ラブフェロモン）
「らぶふぇろもん」は鳴かず飛ばずのお笑いコンビ。知名度を上げるため「絶対正義ラブフェロモン」として「正義の為なら、何事も許される」を信条に悪人に対して鉄槌をくだすが、ついでに町も破壊していってしまう。

### 登場人物
良澄愛美（よしずみ あいみ）
声 - 清水愛
お笑いコンビ「らぶふぇろもん」のボケ役。正体は薫子と同じベルタ銀河連邦評議会より派遣された正統な正義の味方。ピンクのスーツを「萌着」することで近距離戦闘を得意とする剣戟戦闘型宇宙刑事になる。彼女のパワードスーツの胸部は見栄で大きく作ってあるが、超弾性素材製なのでなまじの物理攻撃なら簡単に弾き返してしまう。決めゼリフは「外道、成敗!!」。変身ポーズは宇宙刑事ギャバンのパロディ。幼女と巨乳萌え。実家は科学特捜隊風建物。父親は科学特捜隊風で、愛美が萌え殺しされそうな妹がいる。
佐嶋薫子（さしま かおるこ）
声 - 笹島かほる
お笑いコンビ「らぶふぇろもん」のツッコミ役。正体はベルタ銀河連邦評議会より派遣されている正統な正義の味方。ブルーのスーツを「萌射」することで中・遠距離支援型戦闘を主とするミサイル戦闘型宇宙刑事になる。変身ポーズは宇宙刑事シャリバンのパロディ。小学生の男の子萌え。実家はウルトラ警備隊風建物。父親はウルトラ警備隊風で、薫子が萌え殺しされそうな弟がいる。「乳レスラー」としてリングに上がったこともある。巨乳なので水着のブロマイドが売れており、愛美よりも遥かに人気が高い（愛美曰く「お笑いコンビの典型的な駄目パターン」）。音子と同じファミレスでバイトをしており、友人同士でもある。2人とも2話以降は装着シーンにシルエット処理が施されている。
関智一（せき ともかず）、セキーマン
声 - 関智一
お笑いコンビ「らぶふぇろもん」のマネージャー。実は巨大コングロマリット企業を抱える大財閥の御曹司であり、正義の味方「セキーマン」でもある。巨大企業のバックがあることを秘密にしているため出動時は自転車を使用する。
○○プロデューサー
声 - 檜山修之
色々な場面でらぶふぇろもんのオーディションに関わる。「○○」には「色欲」だのいろんな冠名が付いていて基本的には別人なのであるが、どれもモデルはあかほりさとる。口癖は「バーツ（×）!」。
いつもの女子アナ（北●み●き（姫））
声 - 黒河奈美
ラブフェロモン絡みの事件を報道する時に必ずいるアナウンサー。主にニュースの画面で登場する。
高原舞子
声 - 中原麻衣
愛美の「宿命のライバル」。ででこを相方に持つ売れっ子芸人。特に大食いにおいては愛美に強い敵愾心を持つが、実際の許容量はででこに遠く及ばないようでもある。

### 巨大メカ
ペガセ
ラブフェロモンが出動時に乗る巨大ロボット。指からミサイルを発射する他、首の部分に武器コンテナを収容していたりするが、基本的にはラブフェロモンの「お立ち台」ロボット。出動シーンはほとんどエルドランシリーズのパロディ。デザインはテッカマンとゴーダム風で、名前の由来は前者。
究極宇宙基地ガンダガルド
ラブフェロモンの宇宙ステーションであり、武装などの管理を行うマザーシップ。薫子・愛美の変身コールに応じて「承認」後、コンバットスーツを転送し、0.1秒で変身を完了させる。なお、その時に放出される総エネルギー量は5億ベルタにも達する。宇宙母艦ジャスダムによく似た外観をしている。

## それゆけ！外道乙女隊

### あらすじ（外道乙女隊）
北華5人姉妹は、悪の組織の戦闘員の両親を早くに亡くし清貧な生活を送っていた。形見の壷から出てきた「アクマコ」に魔法の力があることを知らされた5姉妹は「外道乙女隊」に変身し両親の遺言である立派な悪を実現しようとするが、なぜか人助けをしていってしまう。

### 登場人物
北華 音子（ほっけ おとね）
声 - 榎本温子
北華家を切り盛りする5人姉妹の長女。すでに学業を終業しており現在はあちこちでバイト漬けの日々を送っている。「水のエレメンタル」を持ち、実際の魔法効力はかなり高い。最初の変身時に唱えた呪文の頭に付いていた「マジカルバナナ」は後に消えたが、魔力覚醒の鍵となるカオスワーズだったとも取れる。1話の時点ではそうはっきりとは描かれていなかったが、2話以降はリナ＝インバースのごとくのギャル曽根真っ青の大食いになっていった。ラブフェロモンを悪の戦士として尊敬し慕っている。
北華 妹香（ほっけ まいか）
声 - 門脇舞
北華5姉妹の次女でマリオン学園に通う高校生。寡黙で物静かな眼鏡ッ子で、子供ファッション誌のモデルもこなしている。「火のエレメンタル」を持つが、最終決戦以外ではあまり実効力は発揮されなかった。EDでは本編と違う黒い一面がむき出しになっている。
北華 翼（ほっけ よく）
声 - 音宮つばさ
北華5姉妹の3女でマリオン学園に通う中学生。いわゆる「ボク少女」で元気娘。ただし、相当のおっちょこちょいで、家を出ると必ずと言っていいほどこける。「土のエレメンタル」を持ち、母親との想い出に絡んで銭湯に愛着を持つ。バナナが好物。EDはバナナがキーアイテムにもなっている。
北華 可菜子（ほっけ かなし）
声 - 近藤佳奈子
北華5姉妹の4女でマリオン学園に通う小学生高学年。かなり早熟な体格であり、担任の教師が『授業中に見惚れて授業が止まる』『体育時にはみパンを直すところを見て鼻血を出す』等、不埒な気を起こす寸前に追い込まれることも。また、悪の組織『邪神牙』で働く際は、組織の構成員たちが『台に乗って窓拭きしているのを下から見上げて喜ぶ』『床のモップ掛け時にお尻に見入ってしまい、思わず「いい！」と歓声を上げる』等、謎の色香を振りまいている。気弱で引っ込み思案だが、魔法発動時はその性格を殺して大胆な威力を発揮することが多い。「木のエレメンタル」を持つ。
北華 詩乃（ほっけ うたの）
声 - 廣田詩夢
北華5姉妹の末女でしいのみ幼稚園（保育園の時も）に通う園児。年相応に一番無邪気で純粋さもひとしお。「光のエレメンタル」を持ち潜在能力は5人姉妹中、最も高い。銭湯を襲撃した時はそのエレメンタルのせいか最も凶悪な威力を発揮した。
アクマコ2
声 - 松岡由貴
北華家に代々伝えられていた「18禁」と書かれたお札が貼られた壺に封じられていた小悪魔。妹香が無造作に蓋を開けたことで禁を解かれる。「大人の事情」で腕に「弐」のタトゥーを持つ。北華5姉妹にその秘められた魔力を目覚めさせ、5人が立派な「悪」になれるように策謀と悪知恵の限りを授けるがついぞうまくいった験しがない。「VS」において意外な正体が明かされる。
戦闘員28号
声 - 前田貴史
北華5姉妹の父親で悪の組織ゲルゾナーで戦闘員として働いていた。怪人に昇格するのを望んでいたが、志叶わず組織の運営する病院で、娘達に立派な悪になる希望を託し息を引き取った。その2年後に組織も正義の前に滅ぼされた。ナンバー「28」は鉄人28号の機体番号が元ネタ。
戦闘員17号
声 - 鈴木菜穂子
北華5姉妹の母親で悪の組織ゲルゾナーで戦闘員として働いていた。28号と同じく怪人に昇格するのを望んでいたが、詩乃が生まれてそう程無い時期に亡くなった。両親とも素顔はどんな時も見せず、常に番号の書かれたマスクをしていた。ナンバー「17」は大鉄人17が元ネタ。

## 絶対正義ラブフェロモンVS外道乙女隊
本作最終回にあたる2編を使って行われたファイナルエピソード。「ギガアント帝国」による突然の侵攻に対する両チームの対応の他、緊迫した展開とすっとぼけたオチが特徴。

### あらすじ（ファイナルエピソード）
突如銀河の果てから飛来した「ギガアント帝国」の猛威により地球の現存勢力は為す術もなく敗れた。さらには危機に際して出撃していったヒーロー達すらもことごとく敗れ去る。その目的は地球に眠ると言われる「あれ。」の復活である。その鍵を握るという外道乙女隊がギガアント帝国に次々と拉致される。この危機にラブフェロモンは……。

### ゲスト登場人物、及びキャスト
ギガアント皇帝（ギガアントこうてい）
声 - 飯塚昭三
銀河の果てより飛来した大侵略軍団 ギガアント帝国の支配者。銀河伝説に伝わるという「あれ」の復活を目論み地球に襲来する。マスクの下の顔は意外にナイスミドルである。
アンアント姫（アンアントひめ）
声 - 飯塚雅弓
ギガアント帝国の娘。皇帝自慢の寵女で美少女だが、腹の奥には父にも負けない黒さが渦巻いている。目的のためには平気で父をも裏切り敵ですら利用する冷徹さを持つ。
元々飯塚雅弓が出演するにあたって「悪役がやりたい」との希望だったため、飯塚繋がりで父親役に昭三が抜擢された。さらに過去の役から発展して設定が生まれギガアント帝国が誕生した経緯がある。

## スタッフ
両作品共通。
- 原作・シリーズ構成 - あかほりさとる
- 監督 - まついひとゆき
- キャラクターデザイン - 石野聡
- コンセプトデザイン - 斎藤久
- メインアニメーター - 渡辺浩二
- 美術監督 - 中村徹也
- カラーデザイン - 堀尾桂子
- コンポジットディレクター（撮影監督） - 中山敦史
- 編集 - 後藤正浩
- 音楽 - 山本はるきち
- オーディオ演出 - 渡辺淳
- プロデューサー - 尾形光広、大森啓幸、櫻井優香、植田もとき
- アニメーション制作 - RADIX
- 製作 - らぶげ統合評議会

## 主題歌
オープニングテーマ「熱唱！！らぶげナイトフィーバー」
作詞・作曲 - 桃井はるこ / 編曲 - 大久保薫 / 歌 - ラブフェロモン＆外道乙女隊 featuring 桃井はるこ＆影山ヒロノブ
エンディングテーマ「㌧㌦ベイビー」
作詞・作曲 - 桃井はるこ / 編曲 - manzo / 歌 - 桃井はるこ

## 各話リスト
| 話数   | 絶対正義ラブフェロモン                     | それゆけ!外道乙女隊              | 脚本                             | 絵コンテ              | 演出              | 作画監督                  |
| ------ | ------------------------------------------ | -------------------------------- | -------------------------------- | --------------------- | ----------------- | ------------------------- |
| 第1話  | 天下御免だラブフェロモン！                 | アメアメフレフレ大作戦！         | あかほりさとる                   | まついひとゆき        | まついひとゆき    | 渡辺浩二                  |
| 第2話  | 今日も勝手だラブフェロモン！               | ビンボー給料日前バイト大作戦！   | あかほりさとる                   | 後藤象一郎            | 長村伸治          | 吉野真一                  |
| 第3話  | VSにゃんにゃんだラブフェロモン！           | あの日のお手紙大作戦！           | 赤尾でこ                         | 高田淳 園田雅裕       | 園田雅裕          | 松原一之                  |
| 第4話  | 瞬きしてたらラブフェロモン！               | 恐怖！セミ男大作戦！             | 伊福部崇                         | 後藤象一郎            | 福多潤            | 渡辺純子                  |
| 第5話  | 男はつらいよセキーマン！                   | 業界騒然！声優デビュー大作戦     | 伊福部崇                         | 楠本巨樹 Mochio       | 山口美浩          | 醍醐ひかり 加藤茂         |
| 第6話  | イカレスラーだ！ラブフェロモン！           | 新入社員だ！大作戦！             | 長谷川勝己                       | 岩間貴 後藤象一郎     | 神原敏昭          | 相坂直樹                  |
| 第7話  | 水着でポロリだラブフェロモン！             | 空高く愛を歌おう大作戦！         | 赤尾でこ 花崎圭司 あかほりさとる | 石井久志 岩間貴       | 園田雅裕 長村伸治 | 長谷川友香 坂本千代子     |
| 第8話  | 大食いウォーズだ！ラブフェロモン！         | 悪の放送局乗っ取り大作戦！       | 伊福部崇                         | 綴爆 後藤象一郎       | 福多潤            | 渡辺純子                  |
| 第9話  | ラブロマンスだよ！ラブフェロモン！         | 大怪獣大進撃大作戦！             | 平松正樹 長谷川勝己              | 後藤象一郎 加藤洋人   | 加藤洋人          | 加藤洋人 大沢正典（メカ） |
| 第10話 | メディアミックスかよ！ラブフェロモン！古っ | ババンババンで大作戦！           | 長谷川勝己 赤尾でこ              | 後藤象一郎 綴爆       | 岡嶋国敏          | 亀田義明 加藤茂           |
| 第11話 | Moe-1優勝？ ラブフェロモン！               | 秘密のおねんね大作戦！           | 伊福部崇                         | 岩間貴                | 神原敏昭          | 相坂直樹                  |
| 第12話 | 地球最後の日だよラブフェロモン！           | 地球最後の日だよラブフェロモン！ | あかほりさとる                   | 後藤象一郎            | 福多潤            | 渡辺純子                  |
| 第13話 | 悪よ永遠に！絶対正義大作戦！               | 悪よ永遠に！絶対正義大作戦！     | あかほりさとる                   | 岩間貴 まついひとゆき | 長村伸治 中山敦史 | 渡辺浩二 石野聡           |

## 放送局
| 放送地域 | 放送局       | 放送期間                 | 放送日時           | 放送区分           | 備考             |
| -------- | ------------ | ------------------------ | ------------------ | ------------------ | ---------------- |
| 神奈川県 | tvk          | 2005年7月4日 - 9月26日   | 月曜 26:15 - 26:45 | 独立UHF局          |                  |
| 京都府   | KBS京都      | 2005年7月8日 - 9月30日   | 金曜 25:30 - 26:00 | 独立UHF局          |                  |
| 日本全域 | AT-X         | 2005年7月9日 - 10月1日   | 土曜 10:00 - 10:30 | CS放送             | リピート放送あり |
| 群馬県   | 群馬テレビ   | 2005年7月10日 - 10月2日  | 日曜 25:30 - 26:00 | 独立UHF局          |                  |
| 日本全域 | BS朝日       | 2005年7月11日 - 10月3日  | 月曜 26:00 - 26:30 | BS放送デジタル放送 |                  |
| 東京都   | 東京MXテレビ | 2005年7月14日 - 10月6日  | 木曜 25:30 - 26:00 | 独立UHF局          |                  |
| 奈良県   | 奈良テレビ   | 2005年7月21日 - 10月13日 | 木曜 25:30 - 26:00 | 独立UHF局          |                  |
| 長野県   | 信越放送     | 2005年7月22日 - 10月14日 | 金曜 26:00 - 26:30 | TBS系列            |                  |
| 熊本県   | 熊本放送     | 2005年8月1日 - 10月24日  | 月曜 26:20 - 26:50 | TBS系列            |                  |

### ユニットメンバー
1. ↑  良澄愛美（清水愛）、佐嶋薫子（笹島かほる）